# Марија Кириленко
Марија Јурјевна Кириленко (рус. Мари́я Ю́рьевна Кириле́нко; Москва, 25. јануар 1987) је руска професионална тенисерка, која 17. јануара 2011. заузима 19. место на ВТА листи најбољих тенисерки света. Кириленко је у каријери освојила пет турнира у појединачној и осам турнира у конкуренцији парова, а 2002. године је освојила и Отворено првенство Сједињених Америчких Држава у јуниорској конкуренцији.

## Приватни живот
Марија Кириленко је рођена 27. јануара 1987. у Москви (некадашњи СССР, данашња Русија) као кћерка Јурија и Олге Кириленко. Њен отац, који је такође и њен тренер, украјинског порекла. Тенис је почела да тренира са седам година у клубу Динамо Москва, а узори су јој Роџер Федерер, Џенифер Капријати и Јевгениј Кафељников.
Кириленко је велики обожавалац класичне музике, и као своје омиљене композиторе наводи Антонија Вивалдија, Волфганга Амадеуса Моцарта, Јохана Себастијана Баха и Лудвига Ван Бетовена. Такође је велики љубитељ фудбала и серијала књига Хари Потер. Говори руски и енглески језик. Кириленко је од 2007. године у вези са руским тенисером Игором Андрејевим.

## Мода и опрема
Кириленко користи модел рекета Yonex RQiS 2 Tour марке Yonex, и носи опрему марке Адидас коју дизајнира Стела Макартни, модна креаторка и кћерка Пола Макартнија.
Она је 2006. изабрана од стране фирме Адидас и Макартнијеве као заштитно лице њихове заједничке тениске опреме. По први пут је у опреми Стеле Макартни наступила на Отвореном првенству Аустралије 2006. Уз Кириленко, у оваквој опреми наступа једино Каролина Возњацки од 2009. Почетком 2009. је, заједно са тенисеркама Данијелом Хантуховом и Татјаном Головин, позирала за амерички магазин Sports Illustrated.

## Статистике у каријери

### ВТА финала појединачно (8)
| Легенда: До 2009.              | Легенда: Од 2009.       |
| ------------------------------ | ----------------------- |
| Гренд слем (0/0)               |                         |
| Завршна првенства сезоне (0/0) |                         |
| категорија (0/0)               | Обавезни Премијер (0/0) |
| категорија (1/0)               | Премијер 5 (0/0)        |
| категорија (1/0)               | Премијер (0/0)          |
| и категорија (3/2)             | Међународни (0/1)       |

| Исход  | #  | Датум    | Турнир     | Подлога | Противница                  | Резултат      |
| Пораз  | 1. | 22-02-04 | Хајдерабад | Тврда   | Никол Прет                  | 6(3)–7, 1–6   |
| Победа | 1. | 05-09-05 | Пекинг     | Тврда   | Ана-Лена Гренефелд          | 6–3, 6–4      |
| Победа | 2. | 23-09-07 | Колката    | Тепих   | Марија Корицева             | 6–0, 6–2      |
| Пораз  | 2. | 30-09-07 | Сеул       | Тврда   | Винус Вилијамс              | 3–6, 6–1, 4–6 |
| Победа | 3. | 20-04-08 | Ешторил    | Шљака   | Ивета Бенешова              | 6–4, 6–2      |
| Победа | 4. | 15-06-08 | Барселона  | Шљака   | Марија Хосе Мартинез Санчез | 6–0, 6–2      |
| Победа | 5. | 18-09-08 | Сеул       | Тврда   | Саманта Стосур              | 2–6, 6–1, 6–4 |
| Пораз  | 3. | 19-04-09 | Барселона  | Шљака   | Роберта Винчи               | 0–6, 4–6      |

### ВТА финала у паровима (12)
| Легенда: До 2009.   | Легенда: Од 2009.       |
| ------------------- | ----------------------- |
| Гренд слем (0/0)    |                         |
| ВТА првенство (0/0) |                         |
| Тијер I (0/1)       | Обавезни Премијер (0/0) |
| Tier II (1/0)       | Премијер 5 (0/1)        |
| Тијер III (3/1)     | Премијер (1/1)          |
| Тијер IV и V (1/1)  | Међународни (0/1)       |

| Исход  | Број | Датум    | Турнир      | Подлога | Партнерка         | Противнице                           | Резултат         |
| Победа | 1.   | 13-06-04 | Бирмингем   | Трава   | Марија Шарапова   | Лиса Мекшеа Милагрос Секвера         | 6–2, 6–1         |
| Победа | 2.   | 09-10-05 | Токио       | Тврда   | Жизела Дулко      | Шинобу Асагое Марија Венто-Кабши     | 6–2, 6–1         |
| Пораз  | 1.   | 10-06-06 | Хертохенбос | Трава   | Ана Ивановић      | Ци Јан Ђе Женг                       | 6–3, 2–6, 2–6    |
| Победа | 3.   | 03-03-07 | Доха        | Тврда   | Мартина Хингис    | Агнеш Савај Владимира Ухлиржова      | 6–1, 6–1         |
| Победа | 4.   | 19-04-08 | Ешторил     | Шљака   | Флавија Пенета    | Мервана Југић-Салкић Ипек Сеноглу    | 6–4, 6–4         |
| Пораз  | 2.   | 03-08-08 | Монтреал    | Трава   | Ана Ивановић      | Кара Блек Лизел Хубер                | 1–6, 1–6         |
| Победа | 5.   | 18-08-08 | Синсинати   | Тврда   | Нађа Петрова      | Су-Веј Сје Јарослава Шведова         | 6–3, 3–6, [10–8] |
| Пораз  | 3.   | 28-09-08 | Сеул        | Тврда   | Вера Душевина     | Џуанг Ђажунг Су-Веј Сје              | 3–6, 0–6         |
| Пораз  | 4.   | 22-02-09 | Дубаи       | Тврда   | Агњешка Радвањска | Кара Блек Лизел Хубер                | 3–6, 3–6         |
| Пораз  | 5.   | 27-04-09 | Фес         | Шљака   | Сорана Крстеа     | Алиса Клејбанова Јекатерина Макарова | 3–6, 6–2, [8–10] |
| Пораз  | 6.   | 09-08-09 | Лос Анђелес | Тврда   | Агњешка Радванска | Џуанг Ђажунг Ци Јан                  | 0–6, 6–4, [7–10] |
| Победа | 6.   | 24-10-09 | Москва      | Тврда   | Нађа Петрова      | Марија Кондратјева Клара Закопалова  | 6–2, 6–2         |

### Јуниорска гренд слем финала (1)
| Исход  | Година | Турнир                 | Подлога | Противница       | Резултат |
| Победа | 2002   | Отворено првенство САД | Тврда   | Барбора Стрицова | 6–4, 6–4 |